# Curcuma scaposa
Curcuma scaposa là một loài thực vật có hoa trong họ Gừng. Tên gọi trong tiếng Marathi là चोहोळा (chohola, sunha, colla, soonha).

## Lịch sử phân loại
Loài này được Joseph Nimmo mô tả khoa học đầu tiên năm 1839 dưới danh pháp Hedychium scaposum. Năm 1850, Nicol Alexander Dalzell chuyển nó sang chi Monolophus với danh pháp Monolophus scaposus. Năm 1883, George Bentham và Joseph Dalton Hooker chuyển nó sang chi Kaempferia với danh pháp Kaempferia scaposa. Năm 2007, Jana Leong-Škorničková và Mamiyil Sabu chuyển nó sang chi Curcuma. Các tác giả đồng thời cũng chỉ định mẫu định danh (neotype và isoneotype) cho loài này là G. King s.n., thu thập tháng 9 năm 1878 tại Lonavlie, Tây Ghats, Maharashtra, Ấn Độ. Tên tiếng Anh là scaped ginger.

## Từ nguyên
Tính từ định danh scaposa bắt nguồn từ danh từ tiếng Latinh scapus (bản thân từ này có nguồn gốc từ tiếng Hy Lạp σκᾶπος) nghĩa là cán, cuống, trục, thân; ở đây là nói tới cán hoa dài của loài này mọc trực tiếp từ thân rễ.

## Phân bố
Loài này có tại các bang Maharashtra, Goa, Karnataka ở tây nam Ấn Độ. Môi trường sống là ven bờ sông suối, trong rừng lá sớm rụng ẩm ướt nhiệt đới, trên đất phù sa ven biển.

## Mô tả
Cây thảo có thân rễ sống lâu năm, mọc thẳng, cao 20-50 cm. Thân rễ có củ nhỏ thuôn dài ở đầu cùng của rễ, xiên; rễ chùm dài, thanh mảnh. Lá 12 × 2-3 inch (30 × 5-7,5 cm), thuôn dài-hình mác, nhọn, xanh lục mặt trên, nhạt hơn và có lông tơ mặt dưới, hẹp thành cuống lá có rãnh sâu. Cành hoa bông thóc 3-6 inch (7,5-15 cm), rậm vừa phải; cuống cụm hoa dài, thanh mảnh, trần trụi. Lá bắc 1-1,5 inch (2,5-3,8 cm), thuôn dài-hình mác, bền, màu xanh lục. Hoa màu trắng. Đài hoa hình ống, ôm lỏng lẻo lấy ống tràng, trên 1 inch (2,5 cm), có răng cưa nhỏ gần đều. Ống tràng thanh mảnh, 2-3 inch (5-7,5 cm), các phần ngắn, hình mác đến thuôn tròn-hình tim. Nhị lép bên thuôn dài, màu trắng, dài như các phần của tràng hoa, ngắn hơn cánh môi lớn, rộng, tù, đỉnh chẻ đôi, dài trên 1 inch (2,5 cm). Bao phấn không cuống. Bầu nhụy 3 ngăn, gần thuôn tròn. Đầu nhụy hình phễu, có lông rung, lưng có mụn cơm. Quả nang hình trứng ngược, màu đỏ, có lông tơ, kích thước cỡ quả trứng chim sẻ, dài ~1cm. Hạt màu nâu sẫm, trong các ngăn xếp thành vài hàng, có áo hạt; áo hạt vài thùy. Ra hoa tháng 7-9.